# Lester (Wirginia Zachodnia)
Lester – miasto w Stanach Zjednoczonych, w stanie Wirginia Zachodnia, w hrabstwie Raleigh.